# Єва Сімонайтіте
Єва Сімонайтіте (лит. Ieva Simonaitytė; 23 січня 1897, Східна Пруссія — 27 серпня 1978, Вільнюс) — литовська письменниця, народна письменниця Литовської РСР, у своїх романах описувала життя литовців Східної Пруссії і Клайпедського краю.

## Біографія
Єва Сімонайтіте народилася 23 січня 1897 році в селі Ванагай на території Східної Пруссії (нині Клайпедський район). У 5 років захворіла на туберкульоз і залишилася інвалідом на все життя. Зростала без батька і через хворобу та безгрошів'я не могла ходити до школи. Мати навчила її читати і писати, інші знання Єва отримувала з книг самостійно.
В юності, пересуваючись на милицях, пасла чужих гусей та доглядала за дітьми. З 1912-го по 1914 рік Сімонайтіте лікувалася у німецькому санаторії в Аугенбурге, звідки повернулася зміцнілою, почала працювати швачкою.
У 24 років Єва закінчила курси стенографії, переїхавши до Клайпеди. Потім працювала в консульстві Литви, коректором у видавництві лит. Rytas, в редакції «Голос литовців Пруссії» (лит. Prūsų lietuvių balsas), пізніше — друкаркою та перекладачкою в Сеймику (лит. Seimelis) Клайпедського краю.
У Клайпеді Сімонайтіте приєдналася до литовських діячів — працювала у молодіжному об'єднанні лит. Eglė, співпрацювала з лит. Tilžės keleivis та іншими друкованими виданнями Малої Литви.

З 1936 року, після успіху роману «Доля Шимонісів» і призначення їй державної премії, Сімонайтіте присвятила себе літературі. У 1939 році виїджає в Каунас. В роки німецької окупації зазнала переслідувань.
З 1963 року жила у Вільнюсі. Нагороджена трьома орденами, в тому числі орденом Леніна в 1957 році, в 1967 році удостоєна звання народної письменниці Литовської РСР.
27 серпня 1978 року у Вільнюсі письменниця померла. Похована на цвинтарі Антакалніо. Її остання воля була виконана — на надгробку вигравіювали: «Я вже паличку поклала, подорож завершено».
У Литві стоїть постамент Єви Сімонайтіте як народної письменниці Литви. Також у Прекуле створений будинок музей. 

У місті Клайпеда є обласна публічна бібліотека імені Еви Сімонайтіте.

## Творчість
Творчі здібності Єви Сімонайтіте проявилися дуже рано. Вперше її твори почали друкувати в 1914 році в кількох виданнях Малої Литви. До 1935 року її ім'я не було відоме у літературному співтоваристві. Писала переважно про побутові ситуації кожної сім'ї, а за часів Другої світової війни починає писати про біди того часу і розкуркулення невинних людей.
У 1935 році виходить роман «Доля Шимонісів» (у 1936 році Державна премія Литви), де зображено життя литовців Клайпедського краю, їх опір насильницькому онімечченню.
У повісті «Пікчюрнене» (1953, у рос. пер. «Буше і її сестри») викривається сутність куркульства. У романі «Вілюс Каралюс» (ч. 1-2, 1939—1956) показана широка картина життя литовців на початку ХХ століття. Автобіографічна трилогія «… А було так» (1960), «В чужому домі» (1962), «Незакінчена книга» (1965) охоплює час з початку ХХ століття до кінця Другої світової війни. У центрі уваги — проблема формування особистості художника. До трилогії примикають «Ближні історії» (1968).
Роман «Остання подорож Куняліса» (1971) присвячений Литві воєнних і післявоєнних років. Вона написала безліч романів, творів і віршів, які згодом перевели на іноземні мови.